# Kemmel Koerse 2021
De 2e editie van de Belgische wielerwedstrijd Kemmel Koerse werd verreden op 30 juni 2021. De start en finish vonden plaats in Kemmel. De winnaar was Jarne Van De Paar, gevolgd door Luca De Meester en Thibau Nys.

## Verloop
De koers ging van start met natte weersomstandigheden. Na 15 km werd een eerste aanval ingezet waarbij 14 renners uit het peloton ontsnapten. Desalniettemin kwamen de diverse groepen terug samen na 30 km. Vervolgens ontsnapte er een kopgroep van 7 renners waarbij er verscheidene onsuccesvolle pogingen werden gedaan om deze kopgroep in te halen.
De kopgroep kon de voorsprong bewaren tot de laatste ronde waarna deze slinkt en de kopgroep door het sprintend peloton op 250 meter van de eindmeet werd ingehaald.

## Uitslag
| Kemmel Koerse 2021 |                     |                           |        |
| Plaats             | Naam                | Ploeg                     | Tijd   |
| Winnaar            | Jarne Van De Paar   | Belgian Cycling Talents   | 3u 28' |
| 2                  | Luca De Meester     | Cycling Team Pollentier   | z.t.   |
| 3                  | Thibau Nys          | Baloise - Trek Lions      | z.t.   |
| 4                  | Stan Van Tricht     | SEG Racing Academy        | z.t.   |
| 5                  | Laurenz Rex         | Bingoal Pauwels Sauces WB | z.t.   |
| 6                  | Michael Van Staeyen | Evopro Racing             | z.t.   |
| 7                  | Jesper Rasch        | SEG Racing Academy        | z.t.   |
| 8                  | Enzo Wouters        | Tarteletto-Isorex         | z.t.   |
| 9                  | Thomas Joseph       | Tarteletto-Isorex         | z.t.   |
| 10                 | Ceriel Desal        | Cycling Team Pollentier   | z.t.   |

2020 · 2021 · 2022